# Moveero
Moveero A/S er en dansk producent af hjul til off-road-køretøjer som traktorer og entreprenørmaskiner. Virksomheden har hovedkvarter og produktion i Nagbøl ved Lunderskov, hvor den blev etableret i 1966 under navnet Karl Møller, Nagbøll A/S. I 1992 blev den overtaget af britiske GKN og skiftede navn til GKN Wheels, Nagbøl. I 2020 blev virksomheden solgt til den tyske kapitalfond Aurelius.
Moveero har ca. 350 ansatte og omsætter for 800 mio. kr. (2023).